# Beyond
Beyond là ban nhạc rock của Hồng Kông thập niên 80, nổi tiếng cùng thời với các ban nhạc rock nổi tiếng khác của Hồng Kông: Đạt Minh Nhất Phái (達明一派) (Tat Minh Pair), Tiểu Đảo (小島), Thái Cực (太極) (Taichi), Phù Thế Hội (浮世繪), Phàm Phong (凡風), Blue Jeans, Raidas, Fundamental, Citybeat... Những ban nhạc này là những ban đi tiên phong phát triển hình thành sắc thái, phong cách riêng cho thể loại nhạc rock Hồng Kông, trong thế giới nhạc pop Hoa ngữ chỉ toàn ca sĩ hát nhạc pop./

## Thành viên

### Thành viên chính
- Huỳnh Gia Câu (黃家駒) (Wong Ka Kui) - hát chính / guitar / trưởng ban (1983 - mất 1993)
- Huỳnh Gia Cường 黃家強 (Wong Ka Keung) - hát / guitar bass (1984 - 99, 2003 - 05) (em của Huỳnh Gia Câu)
- Huỳnh Quán Trung (黃貫中) (Paul Wong Koon Chung) - hát / guitar (1985 - 99, 2003 - 05)
- Diệp Thế Vinh (葉世榮) (Yip Sai Wing) - hát bè / trống (1983 - 99, 2003 - 05)

### Thành viên cũ
- Lưu Chí Viễn (劉志遠) - hát bè / guitar / keyboard (1986 - 88)
- Đặng Vĩ Khiêm (鄧煒謙) - guitar (1983)
- Lý Vinh Triều (李榮潮) - guitar bass (1983)
- Quan Bảo Tuyền (關寶璇) (Owen Kwan) - guitar (1983 - 84)
- Trần Thì An (陳時安) - guitar (1984 - 85, 1 năm rưỡi)

## Tiểu sử & sự nghiệp
Ban nhạc rock nổi tiếng nhất của Hồng Kông thành lập năm 1983. Nhạc của Beyond viết về các vấn đề xã hội, quan điểm chính trị, hòa bình nhân loại và lý tưởng sống. 2 trong số những ca khúc nổi tiếng nhất của Beyond là 海闊天空 (Biển rộng trời cao) và 光輝歲月 (Tháng ngày vinh quang) (ca khúc này viết vè lãnh tựu Nam Phi Nelson Mandela những ngày tranh đấu cho tự do và bình đẳng sắc tộc ông bị giam vào ngục tối). 2 ca khúc trên đều được viết bởi Huỳnh Gia Câu (黃家駒) (Wong Ka Kui).
Ngoài ra, Beyond còn nổi tiếng với những ca khúc tình ca khác với giọng ca truyền cảm; nhạc đệm mới lạ; tài "gảy" guitar thiên tài cùng với sử dụng thành thạo các nhạc cụ khác; lời nhạc mang nhiều ý nghĩa sâu sắc.
Ban nhạc gom hầu hết các Giải thưởng âm nhạc Hồng Kông thời còn huy hoàng. Danh tiếng Beyond còn lan đến Nhật Bản với lượng khán giả hâm mộ người Nhật rất đông đảo.
Năm 1993, Huỳnh Gia Câu qua đời trong buổi lưu diễn tại Nhật, anh bị té từ khán đài cao, gây chấn thương sọ não. 3 thành viên còn lại vẫn cố gắng duy trì ban nhạc và vẫn tiếp tục cho ra đời những ca khúc nổi tiếng khác. Đến năm 1999 ban nhạc Beyond chia tay.
Năm 2003, 3 thành viên còn lại của Beyond tái hợp mở buổi lưu diễn vòng quanh thế giới, chơi lại những ca khúc một thời. Lần trở lại này Beyond chơi nhạc điêu luyện hơn trước. Đến 2005 thì một lần nữa chia tay. Beyond tuyên bố lần chia tay này là cuối cùng.

### Liveshow kỉ niệm (sau 2005)
Vào năm 2008, 1 thành viên của Beyond là Huỳnh Gia Cường em của Huỳnh Gia Câu mở một live show mang tên là kỉ niệm 15 năm của Hoàng Gia Câu qua đời và đến gần những giờ cuối của đêm diễn thì hai thành viên còn lại là Huỳnh Quán Trung và Diệp Thế Vinh lại trở lại và ba người chơi lại những bài bất hữu của Beyond như 海闊天空 (Biển rộng trời cao) và 光輝歲月 (Tháng ngày vinh quang).
Năm 2010, Huỳnh Gia Cường và Huỳnh Quán Trung có mở một concert mang tên là Rock N' Roll tại Trung Quốc và Hồng Kông thu hút được rất nhiều người và nhiều khán giả cũ của Beyond.
Vào 25/11/2017, Huỳnh Quán Trung và Diệp Thế Vinh tổ chức Impulse Concert ở Thâm Quyến kỉ niệm Beyond 35 năm thành lập. Tháng 6/2018, Huỳnh Gia Cường tổ chức concert Tưởng niệm 25 năm Huỳnh Gia Câu.

## Sản phẩm âm nhạc

### Album tiếng Quảng Đông
- 1986.04-再見理想 (Tạm biệt lý tưởng)
- 1987.07-亞拉伯跳舞女郎 (Cô gái Ả-rập nhảy múa)
- 1988.03-現代舞台 (Vũ đài hiện đại)
- 1988.09-秘密警察 (Cảnh sát bí mật)
- 1989.07-Beyond IV
- 1989.12-真的见证 (The Real Testament)
- 1990.09-命運派對 (Bữa tiệc vận mệnh)
- 1991.09-犹豫 (Deliberate)
- 1992.08-繼續革命 (Tiếp tục cách mạng)
- 1993.05-樂輿怒 (Rock 'N' Roll)
- 1994.06-二樓後座 (2nd Floor Back Suite)
- 1995.06-Sound
- 1997.04-請將手放開 (Xin hãy buông tay)
- 1997.12-驚喜 (Ngạc nhiên)
- 1998.12-不見不散 (Until You Arrive)
- 1999.11-Good Time

### Album tiếng Phổ thông
- 1990.09-大地 (Đại địa)
- 1991.04-光輝歲月 (Năm tháng vinh quang)
- 1992.12-信念 (Niềm tin)
- 1993.09-海闊天空 (Trời cao biển rộng)
- 1994.07-Paradise
- 1995.10-愛與生活 (Love & Life)
- 1998.02-這裡那裡 (Here And There)

### Album tiếng Nhật
- 1992.09-超越
- 1993.07-This Is Love 1
- 1994.07-Second Floor

### EP & Singles
- 1987.01-永遠等待 (Mãi mãi đợi chờ)
- 1987.08-新天地 (New World)
- 1987.09-孤單一吻 (Nụ hôn cô đơn)
- 1989.04-四拍四 (4 Beat 4)
- 1990.05-戰勝心魔 (Chiến thắng tâm ma)
- 1990.06-天若有情电影歌曲 (OST Thiên nhược hữu tình)
- 1992.12-無盡空虛 (Trống rỗng vô hạn)
- 1996.02-Beyond 的精彩 (Wonderful Beyond)
- 1998.07-Action
- 1999-Love Our Bay (Beyond & Funky Sueyoshi)
- 2003.04-Together

### Live Album
- 1985-Super Live 1985
- 1986.08-台北演唱会 (Live In Taipei)
- 1987.10-超越亞拉伯演唱會 (Arab Concert)
- 1988.10-北京演唱會 1988 (Beijing Concert)
- 1991.12-Live 1991
- 1993.12-Words & Music - Final Live With Ka Kui
- 1996.05-Live & Basic
- 2001.12-Good Time Live Concert 1999
- 2003-Beyond超越Beyond Live 2003
- 2005.04-Beyond The Story Live 2005

### Live Concert
- Beyond 台北演唱會（1986年演出，1997年發行台北演唱會現場專輯）
- Beyond 超越亞拉伯演唱會（1987年10月4日演出，1993年發行該演唱會現場專輯）
- Beyond 北京演唱會（1988年10月15日-16日演出，該演唱會現場專輯有3種不同版本）
- Beyond 真的見證演唱會（1989年12月5日-11日於伊利沙伯體育館舉行，該演唱會現場專輯發行時間1999年5月）
- Beyond 1990 澳門萬人勁Rock音樂會（1990年演出，收錄於1999年《真的beyond III》）
- Beyond Live 1991 生命接觸演唱會（1991年9月19日-23日演出，12月發行該演唱會現場專輯）
- Word & Music-Final Live With 家駒（1993年8月）
- 祝您愉快演唱會（滾石群星懷念家駒）（1994年7月）
- Beyond 的精彩 Live & Basic(1996年)
- Beyond Good Time Live Concert（1999年，該演唱會現場專輯2001年發行）
- Beyond超越Beyond Live 2003（2003年）
- Beyond The Story Live 2005（2005年）

### Tuyển tập
- 1993.08-遙望黃家駒不死音樂精神 - 特別紀念集 92-93 (Special Commemorate Of Wong Ka Kui)
- 1995.05-遙かなる夢 Far Away 1992～1995
- 2000.01-Millennium
- 2005.01-Beyond The Ultimate Story
- 2008.03-Beyond 25th Anniversary
- 2013.07-Beyond 30th Anniversary
- 2015.06-The Legend
- 2015.06-The Stage

## Các liên kết ngoài
- Beyond Music Lưu trữ ngày 27 tháng 2 năm 2018 tại Wayback Machine
- Beyond on Myspace
- Beyond's Chinese lyrics pinyin English translation Lưu trữ ngày 25 tháng 9 năm 2008 tại Wayback Machine
- Continue the Revolution Lưu trữ ngày 1 tháng 6 năm 2014 tại Wayback Machine
- Hong Kong Vintage Pop Radio - Beyond
- Fans' forum
- Beyond's lyrics